# Отаньки
О́таньки (латыш. Otaņķi) — населённый пункт в Южно-Курземском крае Латвии. Входит в состав Отанькской волости (центр — село Руде). Расстояние до города Лиепая составляет около 29 км. Рядом с селом протекает река Отанка. По данным на 2017 год, в населённом пункте проживало 88 человек.

## История
В советское время населённый пункт был центром Отанькского сельсовета Лиепайского района. В селе располагалась центральная усадьба колхоза «Zelta zvaigzne» (рус. «Золотая звезда»).